# إميليا ر. كوتس
إميليا ر. كوتس (بالإنجليزية: Amelia R. Coats) هي مصممة مطبوعات أمريكية، ولدت في 1877، وتوفيت في 1967.